# Steinberg (Kaufunger Wald)
Der Steinberg ist ein etwa 588,75 m ü. NHN hoher Berg des Kaufunger Waldes. Er liegt nahe Großalmerode im nordhessischen Werra-Meißner-Kreis.
Nicht zu verwechseln ist der Steinberg mit dem Großen Steinberg (541,8 m), Kleinen Steinberg (541,9 m) und Steinbergskopf (ca. 532 m), die sich im Schnitt 11 km (Luftlinie) weiter nordwestlich im zum Naturpark Münden gehörenden Teil des Kaufunger Walds befinden.

## Geographie und Bergbau
Der Steinberg erhebt sich im Geo-Naturpark Frau-Holle-Land (Werratal.Meißner.Kaufunger Wald) und im gemeindefreien Gebiet Gutsbezirk Kaufunger Wald; der Süd- und Westhang fällt in das Stadtgebiet von Großalmerode ab. Sein Gipfel liegt 2,2 km nördlich der Kernstadt von Großalmerode und 6,1 km südlich des Witzenhausener Stadtteils Kleinalmerode. Etwa 1 km nordnordöstlich der bewaldeten Basaltkuppe befindet sich der Bilstein (641,2 m).
Direkt westlich der Gipfelregion befinden sich die Steinbergseen, zwei Tagebaurestseen, die sich nach Ende des Abbaus mit Wasser angefüllt haben und unterhalb teils steil aufragender Felswände ausbreiten; Spuren des einstigen Bergbaus, bei dem hiesig auch Braunkohle gefördert wurde und der noch bis in das 20. Jahrhundert andauerte, sind auch andernorts am Steinberg zu erkennen.
Unweit westlich der Steinbergseen entspringt die Nieste, ein Zufluss der Fulda. Wenige Hundert Meter nördlich des Steinbergs befinden sich eine Schutzhütte sowie je ein Bolz-, Grill- und Spielplatz.

## Naturräumliche Zuordnung
Der Steinberg gehört in der naturräumlichen Haupteinheitengruppe Osthessisches Bergland (Nr. 35), in der Haupteinheit Fulda-Werra-Bergland (357) und in der Untereinheit Kaufunger Wald und Söhre (357.7) zum Naturraum Kaufunger Wald-Hochfläche (Vorderer Kaufunger Wald) (357.71).

## Verkehrsanbindung und Wandern
Zu erreichen ist der Steinberg am besten von Süden über die zwischen Großalmerode und Helsa-Wickenrode von der Bundesstraße 451 beim Gutshof Giesenhagen abzweigende Kohlenstraße. Vom Parkplatz an deren Ende ist es ein etwa 15-minütiger Spaziergang dorthin. Wer von dort etwa noch mal so lange weiter nach Norden läuft, gelangt zum eben genannten Bilstein mit dem Aussichtsturm Bilsteinturm.